# Gorm Grimm
Gorm Grimm (* 1941; † 10. September 2008) war ein deutscher Suchtmediziner und umstrittener Pionier der Substitutionsbehandlung von Drogenabhängigen in Deutschland. Er praktizierte bis 2001 als Arzt in Kiel.
Der 1974 an der Universität Marburg promovierte Allgemeinmediziner begann 1975 mit der Vergabe des Codeinpräparats Remedacen in großen Mengen an Heroin-Abhängige, Ersatzstoffe wie Methadon waren noch nicht zugelassen. Damit verstieß er zwar nicht gegen das Betäubungsmittelgesetz, bekam aber Schwierigkeiten mit der Ärztekammer, die den Standpunkt vertrat, dass codeinhaltige Medikamente nicht für den Drogenentzug verschrieben werden dürften. Mehrfach wurde er wegen seiner Verschreibungspraxis angeklagt aber nie verurteilt. Nachdem Grimm wegen einer Magenerkrankung seine Praxis zeitweilig schließen musste und seine Patienten demonstriert hatten, erlaubte die schleswig-holsteinische Landesregierung die Vergabe von Remedacen im Rahmen der Substitution durch eine eigens eingerichtete Ambulanz.
Gorm Grimm gehörte 1991 zu den Gründungsmitgliedern der Deutschen Gesellschaft für Drogen- und Suchtmedizin (inzwischen Deutsche Gesellschaft für Suchtmedizin).

## Schriften (Auswahl)
- Die Lösung des Drogenproblems. Fakten statt Dogmen! Wissenschaftlich gesicherte Antworten zu den Fragen der Abstinenz- und Medikamentenbehandlungen der Drogensucht. Pflesser, Flintbek 1985, ISBN 3-923942-03-6.
- Unfrieden durch Glaubenswahn. Wahn – Sinn – Glaube. Psychiatrische Gedanken über den historischen Jesus, die Bibelautoren, Gott und das Christentum. Veris-Verlag, Kiel 1984, ISBN 3-924173-01-X.
- Drogen gegen Drogen. Veris-Verlag, Kiel 1992, ISBN 3-924173-77-X.